# Cornelis Rugier Willem Karel van Alderwerelt van Rosenburgh
Cornelis Rugier Willem Karel van Alderwerelt van Rosenburgh (Kedong Kebo, 23 december 1863 – Den Haag, 1 maart 1936) was een Nederlands pteridoloog actief in Zuidoost-Azië, in het bijzonder rond Soenda.

## Loopbaan
Alderwerelt heeft 876 soorten varens beschreven, plus nog 47 formae, 108 variëteiten en 9 geslachten. Hij is de auteur van de monumentale trilogie van de Malayan Ferns en de Malayan Fern Allies, waarvan het laatste nog altijd het meest complete overzicht van de wolfsklauwachtigen in deze regio is.
Drie varens zijn naar hem vernoemd:
- Cyathea alderwereltii Copel.
- Polypodium alderwereltii Rosenst.
- Heterogonium alderwereltii Holttum